# Transmissió d'energia de ressonància
La transmissió d'energia de ressonància o transferència d'energia de ressonància de Förster, habitualment abreujat com FRET per les seves sigles en anglès Förster resonance energy transfer, és un mecanisme de transferència d'energia entre cromòfors. Es basa en el fet que l'excitació d'un cromòfor pot transferir a un altre proper, generalment quan tots dos se situen en la mateixa molècula, mitjançant un mecanisme acoblador dipol-dipol. Va ser descrita pel científic alemany Theodor Förster el 1914. En el cas que els cromòfors siguin fluorescents (és a dir, fluorocroms), el mecanisme subjacent continua sent el mateix: l'energia es transfereix, el que desemboca en l'aparició de fluorescència (cal destacar que no és la fluorescència la transferida)
Les aspectes del FRET són:
1. Cal una gran proximitat entre els cromòfors o fluorocroms, al voltant de 10-100 Å.
2. L'espectre d'absorció del cromòfor acceptor ha de superposar l'espectre d'emissió de fluorescència del donador.
3. D'extingir la fluorescència del fluorocrom acceptador («fotobleaching»), augmenta la intensitat de l'emissió del fluorocrom donador. Això es deu a la inhibició del FRET pel fet que, per excitació de gran intensitat, l'acceptor ja és incapaç d'absorbir fotons, en excitar el flurocrom donador, la intensitat produïda per aquest augmenta, ja que no perd energia per transferència a l'acceptor, ja bloquejat.